# Teresa Delta
Teresa Delta (San Paolo, 2 novembre 1919 – São Bernardo do Campo, 6 agosto 1993) è stata una politica brasiliana, una delle prime donne a ricoprire il ruolo di sindaco in Brasile.

## Biografia
Intorno al 1943, si trasferì a São Bernardo, stabilendosi in una fattoria alla confluenza delle strade Mar e Vergueiro.
Tra la fine del 1946 e al'inizio del 1947, abbracciò la campagna elettorale di Adhemar de Barros per governatore dello Stato di São Paulo, e in città sostenne il movimento popolare di protesta contro il municipio, di fronte ai problemi di mancanza di zucchero, olio e altro, guadagnandosi la simpatia generale. Adhemar de Barros, dopo essere stato eletto e dopo aver prestato giuramento come governatore, destituì Wallace Simonsen dal municipio e nominò Teresa sindaco con mandato provvisorio, ed entrò in carica nel 1947. Vi rimase fino alla fine di quell'anno, quando si svolsero le elezioni per consigliere e sindaco.
Teresa Delta venne eletta consigliera con il maggior numero di voti mai registrato a São Bernardo fino ad allora. Fu sindaco della Camera tra il 1948 e il 1951, quando si dimise per occupare il posto di parlamentare all'Assemblea legislativa dello Stato di San Paolo, dove era stata eletta, dal 1951 al 1955. Durante questo mandato fu responsabile della creazione della prima scuola statale della città, l'Instituto de Educação João Ramalho, della costruzione dell'edificio del Gruppo Scolastico Maria Iracema Munhoz, della costruzione del viadotto al chilometro 23 dell'Autostrada Anchieta e anche il completamento da parte dello Stato dei lavori del primo ospedale pubblico della città, oggi denominato Hospital Escola Anchieta. Allo stesso tempo, coordinò la costruzione e riuscì, nel 1953, ad far elevare il comune alla categoria di comarca, il cui foro fu installato due anni dopo dal sindaco ad interim, Sigismundo Sérgio Ballotim.
Nel 1960 tornò nel parlamento, come supplente per un seggio temporaneo nell'Assemblea legislativa dello Stato. Dopo essersi ritirata dalla politica, continuò a dedicarsi all'attività di microimprenditrice e morì il 6 agosto 1993.